# طایفه گیلانی
طایفه گیلانی از قدیم‌الایام در دشت گیلان‌غرب زندگی کرده‌اند این طایفه از طوایف بومی و بزرگ ایل کلهر می‌باشد  قدیمی‌ترین ساکنین گیلان غرب بوده که در ناگفته‌های کلهر آمده‌است: «این طایفه از قدیم در گیلان غرب میزیسته‌اند، و از بنیان گذاران ایل کلهر میباشند »
از نکات مسجل در رابطه با طایفه گیلانی وجود سنگ قبری قدیمی در یکی از قبرستان‌های گیلان غرب می‌باشد  که بر روی سنگ این چنین نوشته شده‌است: "وفات مرحوم کمرخان ولد غلام طایفه گیلانی جمادی‌الثانی 247" بر این اساس تا زمان حاضر 1190 سال از تاریخ متوفی گذشته است که این تاریخ نشان از آن دارد طایفه به نام گیلانی از دیرباز در منطقه سکنی داشته‌اند.
بنیان گذاران ایل بزرگ کلهر هفت برادر بوده اند که هرکدام نیای یک طایفه را تشکیل داده و به عنوان هفت طایفه اصیل، قدیمی و شناسنامه دار ایل کلهر شناخته میشوند که طایفه گیلانی یکی از این هفت طایفه است. اسامی این هفت طایفه عبارتند از :
طایفه گیلانی /طایفه حاجی زادگان/ طایفه منصوری/ طایفه زینلخانی/ طایفه کاظمخانی/ طایفه آجودانی/ طایفه قوچمی/

## مشاهیر
علیمراد خان فتاحی از تیره نامدار فتاح بیگ ، میرزا هاشم قادری از تیره قادر موسی بیگ از مردان شناخته شده طایفه گیلانی کلهر و ایل کلهر بوده‌اند.، که در تعاملات مناطق کلهرنشین نقش بسزایی را بر عهده داشته‌اند.